# 薩伊德·哈里姆帕夏
薩伊德·哈里姆帕夏（1865年1月18日—1921年12月6日），奧斯曼帝國政治家，阿爾巴尼亞人，1913年-1917年出任大維齊爾。

## 生涯
他生於開羅，是埃及總督穆罕默德·阿里帕夏的孫子。
他是奧斯曼帝國-德意志聯盟的簽署者之一。然而，他在戈本和布雷斯勞的追逐事件後辭職。
因為穆罕默德五世想要一個他信任的人為大維齊爾，他要求哈里姆盡可能留在崗位上。哈里姆的任期一直持續到1917年，他與當時實際控制了奧斯曼帝國政府的聯合進步委員會之間的衝突一直斷斷續續。
第一次世界大戰後奧斯曼帝國軍事審判期間，他被指控叛國，因為他在奧斯曼帝國與德意志帝國的聯盟簽宇。他於1919年5月29日被流放到馬耳他的監獄。在1921年他被判無罪釋放，並搬到西西里島。他想回到奧斯曼帝國首都伊斯坦布爾，但是這個請求被拒絕了。在羅馬他被一位亞美尼亞人作家Arshavir Shirakian暗殺。因他在亞美尼亞種族滅絕中扮演的角色。但是，其他消息來源說，他與亞美尼亞種族滅絕無關。